# Журавлёва, Марина Анатольевна
Мари́на Анато́льевна Журавлёва (род. 8 июля 1963, Хабаровск) — советская и российская певица, исполнительница любовных шлягеров, автор песен. Расцвет популярности певицы пришёлся на начало 1990-х годов.

## Биография
Марина Журавлёва родилась в Хабаровске в семье военнослужащего. С раннего детства увлекалась пением и музыкой. После переезда с родителями в Воронеж (1976) была солисткой школьного ансамбля, затем — ансамбля городского Дворца пионеров, вместе с которым занимала первые места на телевизионных, городских и областных конкурсах. Окончила музыкальную школу в Воронеже по классу фортепиано.
После этого стала солисткой популярной в городе любительской группы «Фантазия». Уже начав профессиональную карьеру, получила приз на Всесоюзном конкурсе молодых исполнителей эстрадной песни в Днепропетровске (ей, как и другим участникам, аккомпанировал эстрадно-симфонический оркестр Гостелерадио под управлением Юрия Силантьева, а председателем жюри была Александра Пахмутова). Поступила в Воронежское музыкальное училище (по классу флейты), откуда перевелась (после конкурса эстрадных отделений СССР) в московское музыкальное училище имени Гнесиных, которое окончила по классу вокала в 1986 году.

### Творческая деятельность
Марина Журавлёва выступала в ВИА «Серебряные струны» (1978—1983), джаз-оркестре «Современник» Анатолия Кролла (1984—1987); спела в телепередаче «В субботу вечером» (1986) песню Кролла «Удача, удача» из фильма Карена Шахназарова «Зимний вечер в Гаграх» (в фильме песню исполнила Лариса Долина).
В 1988 году Александр Градский пригласил Журавлёву исполнить женские партии песен, которые он написал для фильма Георгия Юнгвальд-Хилькевича «Узник замка Иф» (мужские партии исполнял сам Градский). Над аранжировками работал её будущий муж Сергей Сарычев, на тот момент лидер группы «Альфа». После записи песен он предложил ей сотрудничество. Журавлёва согласилась, и Сарычев начал писать для неё песни, что помешало ему продолжать работу в «Альфе». Так началась её сольная карьера.
Первый наиболее сложный по музыке альбом певицы «Поцелуй меня только раз» (1989) не имел коммерческого успеха. После этого было решено исполнять более доступную поп-музыку, ставшую тогда модной в России. Единственной темой песен Журавлёвой была любовь, в каждом хите об ускользающем женском счастье бушевали страсти на этой почве. Тексты и мелодии значительно упростились, аранжировки лирико-романтических шлягеров создавались достаточно быстро при помощи компьютерных лупов. Тиражируя один любовный хит за другим, в этом музыкальном стиле Журавлёва достигла большой популярности. Обозреватель Дмитрий Шеваров отмечал, что в 1992—1994 годах песни Журавлёвой звучали с балконов на каждой улице. Некоторыми музыковедами её песни подвергались разгромной критике, назывались одним из безвкусных примеров поп-музыки 1990-х годов. Вместе с тем Иосиф Кобзон и Александр Градский в 2011 году положительно отзывались об исполнительском мастерстве певицы, охарактеризовали её творчество как оригинальное и самобытное, как узнаваемую примету эпохи начала лихих 1990-х. Согласно публиковавшимся оценкам, Журавлёва была предтечей девичьих попсовых групп, таких как «Блестящие», которые эксплуатировали ту же песенную нишу, освободившуюся после отъезда Марины в США, и вскоре заполонили российскую эстраду.
С 1990 года давала сольные концерты в России, Германии, Болгарии, Швеции, Канаде, США. Сотрудничала с Театром Аллы Пугачёвой, компанией Star Media GmbH. Автором текстов многих исполняемых песен Марина была сама: «в каждой строчке — свой горький опыт». При этом в текстах, стилизованных под русскую классическую лирику (напр. «Ах, черёмуха белая!», «На сердце рана у меня» и др.), при их внешней незатейливости тонко обыгрывались житейские перипетии, чувства и переживания, которые могли произойти, а скорее всего и происходили в судьбе каждого слушателя, — что делало песни Журавлёвой близкими и родными для миллионов людей.
Гастролируя по России в начале 1990-х годов, Журавлёва собирала в день по несколько стадионов, что привлекало к ней хищное внимание процветавшего в ту пору рэкета. Характеризуя криминальную обстановку и давление мафиозных сообществ, которые сопровождали гастроли певицы в городах России, Журавлёва в телеинтервью 2011 года вспоминала, что даже в гостиничном номере ей приходилось держать под подушкой пистолет, а спать в окружении вооружённых охранников. Постоянная атмосфера страха и нервное перенапряжение и навели певицу на мысль покинуть Россию.
В начале[1992 года уехала по приглашению на гастроли в США вместе с мужем — лидером группы «Альфа» Сергеем Сарычевым — и осталась там. В Америке Марина пробовала себя в шансоне, технодэнсе, латиноамериканском стиле музыки, пыталась закрепиться в Лос-Анджелесе, но успеха за океаном так и не добилась. Как отметила Журавлёва в телеинтервью по возвращении почти через 20 лет в Россию, в США она задержалась так надолго по причине серьёзной болезни дочери Юлии, лечившейся в США от опухоли мозга.
В октябре 2010 года Марина Журавлёва временно вернулась из США в Россию. Постоянно проживает в Лос-Анджелесе. 
В 2013 году выпустила альбом «Перелётные птицы», получивший положительную рецензию Николая Фандеева: «Новые песни Марины достаточно простые для восприятия, но в то же время они эмоциональные и, к счастью, не такие примитивные, какие ей раньше сочинял Сарычев… Из явных удач стоит отметить „Небо плакало“, „Берега“, „Сердце знает“, „Мосты“. А также „Мамины глаза“, посвящённая маме, „Золотые жених и невеста“ — о золотой свадьбе, „Первоклассница“ — школьная тема, „Сон берёзовый“ — об эмигрантской тоске (вполне возможно, что последняя автобиографична)».

## Дискография

### 1989 г. «Поцелуй меня только раз» («Мелодия» 1990 г.)
1. Поцелуй меня только раз 5:39
2. Где ты? 3:28
3. Знаю, поздно 5:59
4. Моя рука в твоей руке (У счастья на краю) 4:12
5. Без тебя 5:28
6. Я люблю тебя 4:17
7. Поезд любви 4:23
8. Я не та 4:34

### 1990 г. «Алые гвоздики» (магнитоальбом)
1. Алые гвоздики
2. Третий лишний
3. Моя любовь
4. Малина
5. Снежинка
6. Дождь
7. Звёздная ночь
8. Может, о любви не надо
9. Уйду, и ты не остановишь
10. Наши души

### 1991 г. «Белая черёмуха» (магнитоальбом)
1. Белая черёмуха
2. Забудь меня, забудь
3. Розовый рассвет
4. На сердце рана у меня
5. Прости, прощай
6. Последний тост
7. Счастливый случай
8. Эти ночи
9. Помоги мне
10. Мне приятна губ твоих прохлада
11. Не забуду

### 1994 г. «Пусть говорят» («Jeff Records»)
1. Пусть говорят 4:19
2. Ах, вы, ночки 2:57
3. Горит костёр 3:27
4. Поцелуй меня 4:20
5. Калина 4:05
6. Я тебя не могу не любить 3:45
7. Ничего у нас не выйдет 3:41
8. Ты позвони 4:09
9. Прощай, любовь моя 2:51
10. Ты лишь в глаза мои… 4:09

### 1995 г. «Играй, гитара» («Союз»)
1. Играй, гитара 3:53
2. Левый берег 4:35
3. Ещё вчера 4:03
4. Бэлочка 3:21
5. Любимый 4:24
6. Странник 3:55
7. Звёздочка 3:58
8. Платочек 4:43
9. У счастья на краю 4:00
10. Золотое лето 3:57

### 1998 г. «Если ты со мною рядом» («Элиас Records»)
1. Если ты со мною рядом 3:27
2. На замок 3:13
3. Говори мне только да 3:47
4. Твоя любовь 4:13
5. Облако любви 3:29
6. Почтальон 3:39
7. А я не плачу 4:23
8. Оглянись 4:36
9. Разбито сердце пополам 4:58
10. Горьким мёдом 4:41
11. Океан одиночества 4:13
12. Сладкий сон 4:22
13. И пусть одна я 4:20
14. Погасла яркая звезда 4:03

### 2001 г. «Девочка с распущенной косой» («Звук»)
1. Девочка с распущенной косой 4:21
2. Наш первый танец и последний 3:41
3. Ты ушёл 3:36
4. Так нельзя 3:49
5. Как мы с тобой далеки 4:10
6. Детская игра 3:54
7. Прости меня 3:44
8. Прошла любовь 3:56
9. Последний жёлтый лист 4:17
10. День и ночь 3:37
11. Белый, белый снег 3:53
12. Что тебе я сделала? 4:05
13. Улечу от тебя 3:41
14. Первые фиалки 4:22

### 2013 г. «Перелётные птицы» («Квадро-диск»)
1. Только не ты 3:37
2. Небо плакало 4:19
3. Берега 3:07
4. Звезда 3:21
5. Сердце знает 3:48
6. Парашютики любви 3:35
7. Сон берёзовый 4:36
8. Мосты 3:44
9. Перелётные птицы 4:04
10. Без тебя, без тебя 4:40
11. Однажды так уходит любовь 3:51
12. Позвони на луну 3:18
13. Мамины глаза 4:08
14. Золотые жених и невеста 3:44
15. Свеча догорает 3:16
16. У той большой реки

## Видеоклипы
- 1998 г. Если ты со мною рядом.

## Архивные записи
- 2011 г. Телепередача из цикла «И снова здравствуйте!» Марина Журавлёва. («НТВ»)
- 2012 г. Телепередача из цикла «Рождённые в СССР» Марина Журавлёва. («Ностальгия»)